# I. Murszilisz hettita király
I. Murszilisz (mmu-ur-ši-li-iš 𒐕𒈬𒌨𒅆𒇷𒅖 luvi ) hettita király 30 évig uralkodott nagyapja, I. Hattuszilisz halálát követően, de abszolút időbeli elhelyezése nehéz. Babiloni hadjárata miatt Samsu-ditána uralkodásával lehet korrelálni, azonban a babiloni rövid- és középső kronológia között legalább 70 év különbség van (a hosszú kronológia már ritkán használatos), ezért Murszilisz uralkodásának kezdete i. e. 1620 és i. e. 1556 közé tehető, halála pedig i. e. 1590 és i. e. 1526 közé.
I. Murszilisz folytatta a két megelőző uralkodó, Labarnasz és I. Hattuszilisz agresszív terjeszkedő politikáját, hadjáratot folytatott Jamhad és annak fővárosa, Halap ellen, Anatóliában számos település ellen, háborúzott a hurritákkal, szíriai területek városállamaival és fejedelemségeivel, és nem utolsósorban még Babilonnal is, ahol legyőzte Samsu-ditánát és elfoglalta Babilont. Telipinusz feliratain sikeres és dicsőséges uralkodóként emlékszik meg róla. Murszilisz szövegeinek töredékei szerint azért hadakozott Szíriában (II. Hammurapi jamhadi király legyőzése), hogy nagyapját megbosszulja. Hattuszilisz ugyanis Halap ostroma alkalmával kapott halálos sebet. (Egykorú forrás: CTH#6, I. Hattuszilisz politikai végrendelete.)
Minden sikere ellenére Babilon túlságosan távol volt a kor adottságai mellett Hattuszasztól, tartós annektálásra nem gondolhatott. Világtörténeti jelentősége, hogy megdöntötte Hammurapi amorita dinasztiájának uralmát, és helyet biztosított a kasszita dinasztia számára: ettől kezdve igen hosszú ideig Babilont Karadúnias néven nevezték. Hosszas babiloni tartózkodás után indult haza, ahol azonban az eltelt időben sógora, Harapszilisz hercegnő férje, Hantilisz összeesküvést szőtt ellene és meggyilkolták.
I. Murszilisz halálával sok történész be is fejezi a hettita óbirodalom korát, és I. Hantilisz, Cidantasz, Ammunasz és Huccijasz uralkodását egyfajta átmeneti, zavaros és bizonytalan korszakként kezeli. A belső stabilitást valóban csak a második birodalomalapító, Telipinusz állította helyre belső reformjaival, törvényeivel, a pankusz és tulijasz hatásköreinek reformjával, valamint a szilárd trónöröklési rend deklarálásával.
Gyermekeiről nem tudunk. Udvarában Hattuszilisz korának főtisztviselői tűnnek fel, mint Lepalszi, a testőrparancsnok (GAL.MEŠEDI), illetve Karahnuilisz valamelyik fia, mint főpohárnok. A későbbi főpohárnokok származása ismeretlen. Valószínűleg Hantilisz követte a trónon, aki vagy sógora, vagy veje volt Harapszilisz révén.